# Langenbernsdorf

Langenbernsdorf  est une commune de Saxe (Allemagne), située dans l'arrondissement de Zwickau, dans le district de Chemnitz.

## Personnalités liées à la ville
- Ortrun Enderlein (1943-), lugeuse née à Trünzig.